# Список умерших в 1943 году
В этой статье представлен список известных людей, умерших в 1943 году.
- См. также: Категория:Умершие в 1943 году

## Дата неизвестна или требует уточнения
- Абрамов, Николай Фёдорович — советский разведчик в Болгарии. Участник разведывательно-диверсионной группы. Погиб в оккупированной Одессе.
- Александров, Леонид Григорьевич — русский и советский военный деятель, полковник РИА. Погиб в автомобильной катастрофе в Москве.
- Алексеев, Виссарион Григорьевич — российский математик, член Московского математического общества.
- Алёшин, Александр Павлович — русский советский писатель.
- Аллан, Уильям — американский врач, пионер генетики.
- Аль, Эрнст — немецкий зоолог, ихтиолог и герпетолог. Пропал без вести находясь в войсках Вермахта в Югославии.
- Альма-Тадема, Анна — английская художница и суфражистка.
- Альтман, Бруно — немецкий публицист. Убит в Майденеке.
- Андричевич, Зигмунд — польский художник.
- Аппельрот, Герман Германович — российский математик, механик и педагог.
- Араратян, Саркис Шахназарович — армянский химик, министр финансов, общественной помощи, внутренних дел Первой Республики Армении
- Аржанова, Галина Александровна — советская подпольщица. Погибла в Брестской тюрьме.
- Арсебюк, Хайри — турецкий баскетболист.
- Арустанов, Григорий Давидович — армянский советский сценарист. Погиб на фронте Великой Отечественной войны.
- Асатиани, Ладо Мекиевич — грузинский поэт. Умер от туберкулёза.
- Ахундов-Гургенли, Ахмет — туркменский писатель и поэт. Погиб на фронте Великой Отечественной войны.
- Ашманов, Иван Фёдорович — капитан РККА, дважды краснознамёнец. Пропал без вести.
- Барвинок, Владимир Иванович — украинский историк и библиограф.
- Безин, Иван Карлович — советский художник, график. Погиб на фронте Великой Отечественной войны.
- Беликов, Василий Иванович — протоиерей Русской православной церкви, ректор Казанской духовной семинарии.
- Белолипецкий, Валериан Ерофеевич — генерал-майор РИА, редактор советских военных изданий.
- Блох, Раиса Ноевна — поэтесса русской эмиграции, жена Михаила Горлина. Погибла в Освенциме.
- Бобкова, Таисия Ефимовна — советский хозяйственный и политический деятель.
- Болдырев, Сергей Иванович — донской архитектор и строитель.
- Болховитинов, Алексей Иосифович — генерал-лейтенант РИА, участник русско-японской и Первой мировой войны. Покончил с собой.
- Брандт, Лев Иванович — советский спортсмен и тренер, заслуженный мастер спорта СССР.
- Брёдер, Мирко — югославский шахматист.
- Бродарич, Янко — словенский партизан, народный герой Югославии. Погиб в бою.
- Бронштейн, Срул Моисеевич — еврейский поэт. Умер в военном госпитале после лёгочного ранения.
- Вайнберг, Шмуэл — российский и польский дирижёр, актёр и композитор. Умер в концлагере Травники.
- Вайнер, Марк Яковлевич — дивизионный комиссар РККА, краснознамёнец.
- Вальц, Готтлоб — немецкий прыгун в воду.
- Ваулин, Пётр Кузьмич — русский химик-технолог и художник-керамист.
- Вейгелин, Константин Евгеньевич — русский советский авиационный инженер, историк и популяризатор авиации.
- Вейнбаум, Альберт — французский художник. Погиб в Освенциме или Собиборе.
- Винник, Михаил Моисеевич — советский живописец и график.
- Водопьянов, Вениамин Петрович — войсковой старшина, участник русско-японской войны.
- Вольф, Лейзер Менделевич — еврейский поэт, прозаик. Умер от голода близ Самарканда.
- Воскресенский, Иван Никанорович — русский кораблестроитель, генерал-лейтенант Корпуса корабельных инженеров, начальник Ижорского завода, доктор технических наук, профессор.
- Всеволожский, Всеволод Алексеевич — деятель российского революционного движения.
- Габитов, Раиф Лутфуллович — башкирский композитор. Погиб на фронте Великой Отечественной войны.
- Гайлит, Иван Фомич — латвийский энтомолог, директор Рижского зоопарка. Расстрелян в Астрахани.
- Гамбоджи, Рафаэлло — итальянский живописец, пейзажист и жанрист.
- Ганцвайх, Абрам — немецкий провокатор в Варшавском гетто, агент гестапо. Погиб в тюрьме Павяк.
- Гафуров, Изутдин Абдуллаевич — советский партийный деятель. Умер в Печорлаге.
- Гедеон, Мануил — греческий историк.
- Генри, Джордж — шотландский художник.
- Геруцкий, Пётр Викторович — советский политический деятель, организатор трудового движения на Криворожье.
- Гершанович, Лев Григорьевич — советский журналист, краевед, лесовод.
- Герштейн, Григорий Моисеевич — советский хирург.
- Гидони, Александр Иосифович — русский искусствовед, драматург, журналист.
- Гирвидз, Мария Доминиковна — советская шахматистка.
- Головина, Надежда Александровна — русская революционерка-народница.
- Голубов, Николай Фёдорович — русский терапевт.
- Гордон, Илья Семёнович — советский белорусский шашечный деятель. Погиб на Ленинградском фронте.
- Готлиб, Хелена — польская актриса. Погибла в Варшавском гетто.
- Гродский, Георгий Дмитриевич — русский артиллерист и педагог, генерал-майор РИА.
- Грозданич, Милутин — югославский черногорский партизан, Народный герой Югославии. Погиб под Баня-Лукой.
- Громов, Николай Николаевич — российский футболист. Погиб на фронте Великой Отечественной войны.
- Губе, Осман (Саиднуров) — немецкий разведчик. Расстрелян.
- Гурьев, Пётр Викторович — управляющий канцелярией Священного синода и Высшего церковного совета. Умер от голода.
- Даваев, Гаря Даваевич — калмыцкий поэт и переводчик.
- Дворкина, Юлия Абрамовна — советский литературовед. Погибла в Минском гетто.
- Дёринг, Эрнст — немецкий виолончелист.
- Джангир-ага — командир езидского кавалерийского полка, участник Первой мировой войны. Умер в Саратовской тюрьме.
- Дрейкотт, Билли — английский футболист.
- Егоров, Иван Васильевич — российский футболист.
- Ельцина, Зинаида Яковлевна — первая женщина-сифилидолог в России, Герой Труда. Умерла от голода в Крыму.
- Ефремов, Константин Лукич — советский разведчик. Казнён в Берлине.
- Захвалынский, Пётр — украинский военный, комендант полиции Киева, сотник 2-й сотни 115-го батальона шуцманшафта. Убит гестапо.
- Зверев, Вадим Николаевич — советский геолог.
- Зворыкин, Владимир Васильевич — русский и французский учёный-механик, общественный и политический деятель.
- Звягина, Лидия Георгиевна — русская оперная и камерная певица, музыкальный педагог.
- Зеки-паша — турецкий фельдмаршал.
- Зорьян, Зори Навасардович — армянский и грузинский политик, член Учредительного собрания Грузии и партии «Дашнакцутюн». Погиб в автомобильной аварии в Тбилиси.
- Иванов, Георгий Иванович — советский футболист. Погиб на фронте Великой Отечественной войны.
- Ивановская-Плошко, София Феликсовна — польская скрипачка, композитор и музыкальный педагог.
- Ивеницкий, Авром — еврейский публицист, переводчик, корректор, педагог. Убит в Варшаве.
- Иверонов, Сергей Александрович — русский финансист, управляющий Пермской, Владимирской и Ярославской казённых палат.
- Игнатович, Виктор Викентьевич — участник Гражданской и советско-польской войн, трижды краснознамёнец.
- Ингерман, Сергей Михайлович — русский деятель социалистического движения.
- Исянбаев, Юмабай Мутигуллович — башкирский кураист. Погиб на фронте Великой Отечественной войны.
- Кабушкин, Иван Константинович — участник Минского партизанского подполья. Погиб в тюрьме.
- Ками, Давид — советский разведчик. Казнён в Германии.
- Каминский, Вячеслав Иванович — советский геодезист, гидравлик, профессор САДИ.
- Каценеленбоген, Николай Давидович — русский и советский архитектор.
- Килиан, Дьёрдь — венгерский коммунист, антифашист, редактор, спортсмен. Пропал без вести.
- Кин, Павел Андреевич — советский партийный и государственный деятель, народный комиссар внутренних дел Украинской ССР.
- Китц, Мартин Емельянович — польский художник и график.
- Коровин, Александр Михайлович — русский психиатр, публицист.
- Кривцов, Степан Саввич — советский историк.
- Ковалёв, Иван Кириллович — секретарь минского подпольного горкома КП(б)Б.
- Ковальский, Вячеслав Иолевич — русский архитектор, художник.
- Ковальская, Елизавета Николаевна — русская революционерка-народница.
- Козловский, Шая — польский шахматный композитор.
- Колесников, Сергей Алексеевич — советский партийный и государственный деятель.
- Кондратьев, Михаил Николаевич — русский архитектор.
- Кост, Николай Андреевич — советский гигиенист, народный комиссар здравоохранения Украинской ССР.
- Краснояров, Фёдор Семёнович — русский художник, мастер городецкой росписи.
- Крупский, Александр Иванович — украинский советский акушер-гинеколог.
- Кулявин, Иван Сергеевич — советский патриот, организатор и руководитель комсомольской молодёжной подпольной организации в посёлке Зуя в Крыму. Расстрелян в концлагере Красный.
- Ламанский, Владимир Владимирович — русский геолог, географ и педагог.
- Леви, Александр — немецкий и палестинский архитектор. Погиб в Освенциме.
- Линтварёв, Георгий Михайлович — русский земский деятель, депутат Государственной думы I созыва.
- Люстерник, Малкиель — еврейский поэт, публицист, литературовед и переводчик. Погиб в Освенциме.
- Макаров, Пётр Григорьевич — генерал-майор РККА, заместитель командира 11-го механизированного корпуса. Убит в концлагере Флоссенбюрг.
- Маккормик, Артур Дэвид — британский художник.
- Марков, Дмитрий Сергеевич — русский и советский архитектор.
- Мартынов, Иван Иванович — советский хозяйственный и партийный деятель, горный руководитель, первый секретарь Криворожского горкома КП(б) Украины (1939—1941). Погиб на фронте Великой Отечественной войны.
- Мартьянов, Николай Георгиевич — русский архитектор. Погиб в Карлаге.
- Мгеладзе, Власа Джарисманович — грузинский политик, член бюро ЦК РСДРП и Учредительного собрания Грузии.
- Мезерницкий, Полиен Григорьевич — советский физиотерапевт, основоположник физиотерапии и курортологии в СССР.
- Надольский, Степан Романович — русский советский скульптор.
- Неведомский, Михаил Петрович — русский советский литературный критик, публицист.
- Новиков, Пётр Васильевич — советский художник, график, иллюстратор.
- Орас, Пауль Юрьевич — советский моряк, военинженер 1-го ранга. Умер в ОКБ-136.
- Орлов, Василий Иванович — русский историк и краевед.
- Орлов, Кирилл Никитич — советский партийный и хозяйственный деятель.
- Падлевский, Лев Владимирович — российский военный врач, микробиолог и эпидемиолог, профессор медицины.
- Персакис, Иоаннис — греческий легкоатлет.
- Пет. Першут — марийский поэт, прозаик, переводчик, редактор. Умер в Шталаге IV-B.
- Петров, Пёохон — бурятский улигершин.
- Погорелый, Хенрик — польский шахматист. Погиб в Варшавском гетто.
- Поляков, Сергей Александрович — русский меценат и переводчик, совладелец Знаменской мануфактуры и усадьбы Знаменское-Губайлово, основатель издательства «Скорпион».
- Попович, Борис Николаевич — российский футболист.
- Пщёлко, Александр Романович — белорусский писатель, публицист, этнограф.
- Рахим Саттар — башкирский поэт.
- Ремшу, Мария Андроновна — карельская народная сказительница, рунопевец.
- Ржезников, Арон Иосифович — советский художник. Погиб на фронте Великой Отечественной войны.
- Риккобоно, Винченцо — итальянский ботаник. Застрелен в Ливии.
- Ринецкий, Мойше — польский художник. Умер в Майданеке.
- Розвадовский, Вячеслав Константинович — украинский художник.
- Рудич, Вера Ивановна — русская переводчица, поэтесса, прозаик.
- Савельев, Виктор Захарьевич — генерал-лейтенант Русской армии Юга России, участник Первой мировой и Гражданской войны.
- Сапира, Эмануэль — бельгийский шахматист.
- Сборовский, Николай Александрович — доктор сельскохозяйственных наук, профессор.
- Светлов, Фердинанд Юрьевич — советский партийный деятель. Умер в лагере.
- Селицкий, Сергей Аполлинарьевич — советский акушер-гинеколог, доктор медицинских наук, профессор.
- Скоблов, Степан Васильевич — руководитель Авдотьино-Будённовской подпольной группы Донецка. Расстрелян в тюрьме.
- Скопин, Иван Васильевич — русский артиллерист, генерал-майор ВСЮР.
- Смирнов, Александр Александрович — русский поэт, прозаик, публицист, критик.
- Смоленкова, Юлия Васильевна — первая жена А. Н. Толстого, прототип героини повести «Жизнь» Гали.
- Соковнин, Михаил Алексеевич — русский и советский военный деятель, генерал-лейтенант РИА.
- Соколов, Георгий Ильич — советский военачальник, генерал-майор.
- Солянкин, Алексей Петрович — советский футболист. Погиб на фронте Великой Отечественной войны.
- Соса Эскалада, Густаво — парагвайский классический гитарист, композитор и музыкальный педагог.
- Суворов, Анатолий Андреевич — русский советский художник, график, иллюстратор, мастер экслибриса. Погиб на фронте Великой Отечественной войны.
- Суница, Лев Борисович — советский партийный деятель, первый ректор Северо-Кавказского института сельскохозяйственного машиностроения. Погиб на Колыме.
- Суриков, Павел Васильевич — советский художник.
- Талалай, Лев Борисович — еврейский поэт и педагог.
- Тиктин, Авром — еврейский писатель, публицист. Погиб в Белостокском гетто.
- Турчанович, Антон Фёдорович — русский офицер, изобретатель полевой кухни.
- Уммати, Зия Ибрагимович — башкирский писатель и фольклорист.
- Фабиш, Эрнст — немецкий коммунист. Убит в Освенциме.
- Файдыш, Пётр Петрович — советский архитектор.
- Феличкин, Михаил Дмитриевич — русский военный и государственный деятель, полковник РИА.
- Фомичев, Демьян Галактионович — русский архитектор.
- Вардан Ханасори (Саркис Меграбян) — деятель партии «Дашнакцутюн», партизан, руководитель Ханасорского похода.
- Цулая, Павел Лукасович — грузинский политик, член Учредительного собрания Грузии. Умер в лагере в Кемеровской области.
- Чирихин, Юрий Дмитриевич — русский арктический гидрограф. Умер в лагере.
- Чиркин, Сергей Виссарионович — русский дипломат.
- Шамшев, Пётр Николаевич — полковник РИА, участник Первой мировой войны.
- Штрассер, Стефан — венгерский дирижёр.
- Штюрмер, Карл — австрийский футболист и тренер.
- Шумахер, Отто — советский разведчик. Казнён.
- Щёголев, Иринарх Михайлович — украинский энтомолог.
- Щипицын, Александр Васильевич — русский советский художник.
- Эфрос, Евдокия Исааковна — невеста А. П. Чехова. Умерла в концлагере Треблинка.
- Юзьвюк, Владимир Порфирьевич — депутат Государственной думы IV созыва, протоиерей.
- Якобзон, Людвиг Яковлевич — русский сексопатолог, редактор, переводчик.
- Яковлев, Александр Андреевич — майор РККА, дважды краснознамёнец.
- Янковский, Георгий Викторович — русский лётчик.